# 하루카 (열차)
하루카(일본어: はるか)는 서일본 여객철도(JR 서일본)가 간사이 국제공항 개항에 맞춰 운전을 개시한 공항 접근용 특급 (특별 급행) 열차의 명칭이다. 최초 운전시에 교토역과 간사이 공항역을 운행했으며, 현재는 일부 열차가 마이바라역까지 연장하여 운행하고 있다.

## 개요
1994년 9월 4일에 개항한 간사이 국제공항으로의 공항철도의 하나로서 운행을 시작했다. 비와코선(도카이도 본선)의 야스역, 구사쓰역, 교토역으로부터 신오사카역, 오사카역, 덴노지역을 경유해 간사이 공항역에 이른다.
신오사카역 - 덴노지역은 난키(와카야마현) 방면의 특급 구로시오와 같은 우메다 화물선 및 오사카 순환선의 서쪽을 지나는 경로이며, 그 때문에 당초는 오사카역(우메다)을 경유하지 않았지만, 2023년 3월 18일의 우메다 화물선 지하화 및 오사카역 지하 플랫폼 개업에 의해 정차하게 되었다.
공항연락 특급열차의 의미로, 간사이 공항 특급(일본어: 関空特急, かんくうとっきゅう, 영어: Kansai Airport Limited Express/Kansai A.P Ltd.Exp)이라는 명칭이 주어져 있다. 사용 예로는 신오사카역에서 상하행 열차가 같은 승강장을 쓰기 때문에, 간사이 공항행을 '간사이 공항 특급'이라고 부르고, 교토 방면 행을 '특급'이라고 구별한다. 또, JR 시각표 상에서도 '간사이 공항 특급 하루카'라고 기재해 놓고 있다.
난카이 전기 철도의 공항 특급 '라피트'의 라이벌이지만, 라피트가 미나미의 현관문인 난바역을 거점역으로 하고 있는 것에 대해, 하루카는 교토역이나 신오사카역, 오사카역(우메다) 방면으로 구분되고 있다.
또 라피트가 정차역을 확대한 것과 마찬가지로 하루카도 당초의 공항 접속에 가세해 통근 시간대에 운행되는 열차에서는 정차역을 늘린 것이나 마이바라역까지 연장한 것도 있어 통근 특급의 측면도 강해지고 있다. 다만, 지금은 야스역까지 운행하고 있다.
신오사카나 교토, 그 앞의 시가현에서 환승 없이 간사이 국제공항에 갈 수 있기 때문에, 난카이의 라피트와 비교해 JR서일본의 철도망을 활용한 광역 접속에서 강점을 보이고 있다.
2019년 6월 21일, 최근의 외국인 여행자 증가에 대응하기 위해 부속 편성(3량 편성) 6편을 증비하고 2020년 봄까지 하루카의 모든 열차를 9량 편성화할 예정이 발표되었다. 증비되는 부속 편성은 충돌, 충격 흡수 구조를 강화해, 차내 서비스를 충실시킨 새로운 형식(271계)이 된다는 것이 발표되어 2020년 3월 14일부터 영업 운행을 시작했다.

### 열차 이름의 유래
운행 개시에 앞서 열차 이름이 일반 공모되어 약 35,000건의 응모 중에서 선정되었다. 공항 연락 열차라는 점에서 '하늘'을 떠올릴 수 있는 것, 고도(古都)인 교토발착이라는 점에서 일본다움, 한나리(밝고 화려한 느낌, 차분한 모습 등을 의미하는 교토 방언)라는 일본적인 이미지를 가진 것으로 그에 걸맞은 열차 이름을 지었다고 선전되었다.
응모 건수 1위는 '유성' (315건), 2위는 '날갯짓' (311건), 3위는 '이즈미' (307건)로 팽팽히 맞서고 있으며 '하루카'는 171건이었다.

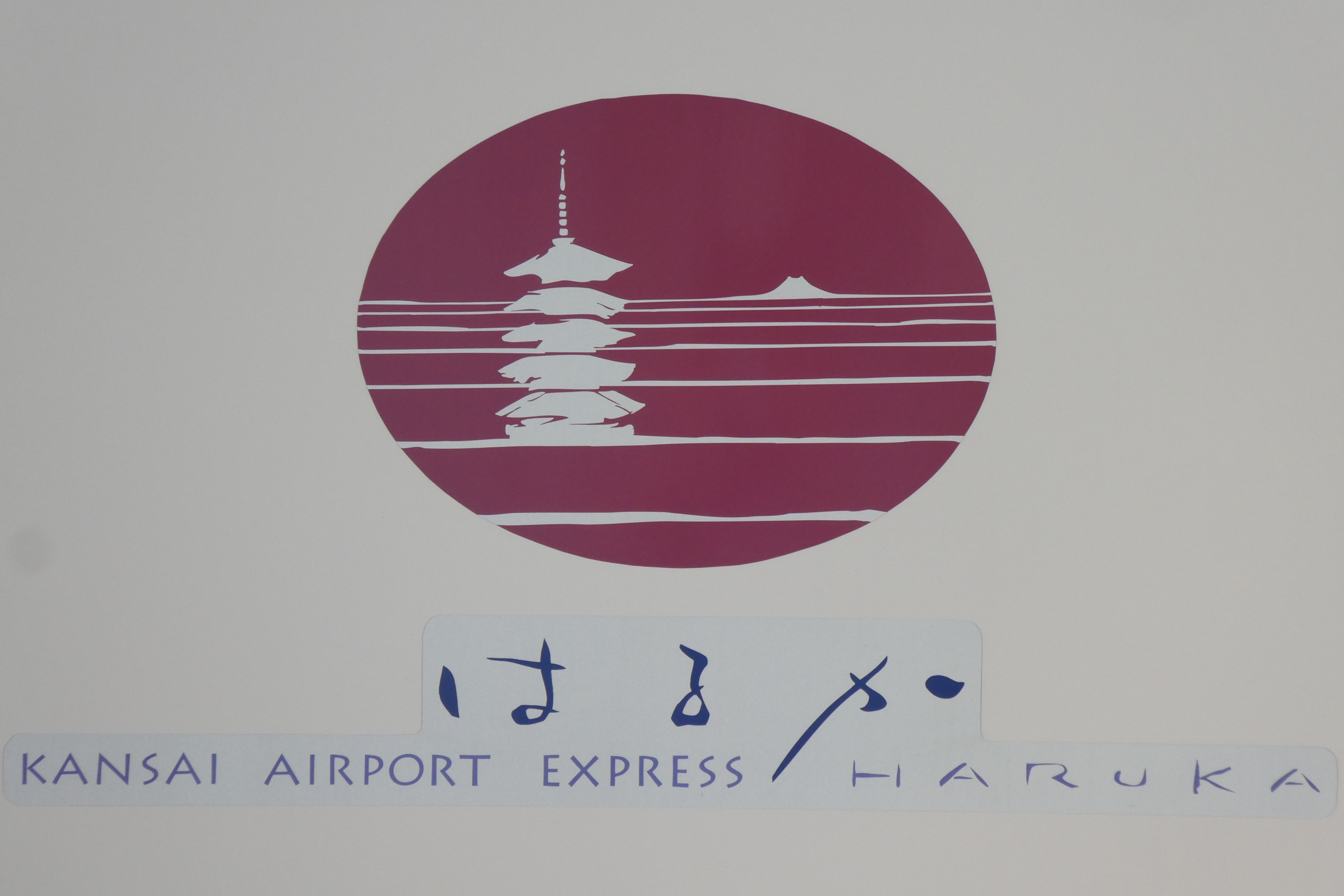
열차 측면의 로고 마크
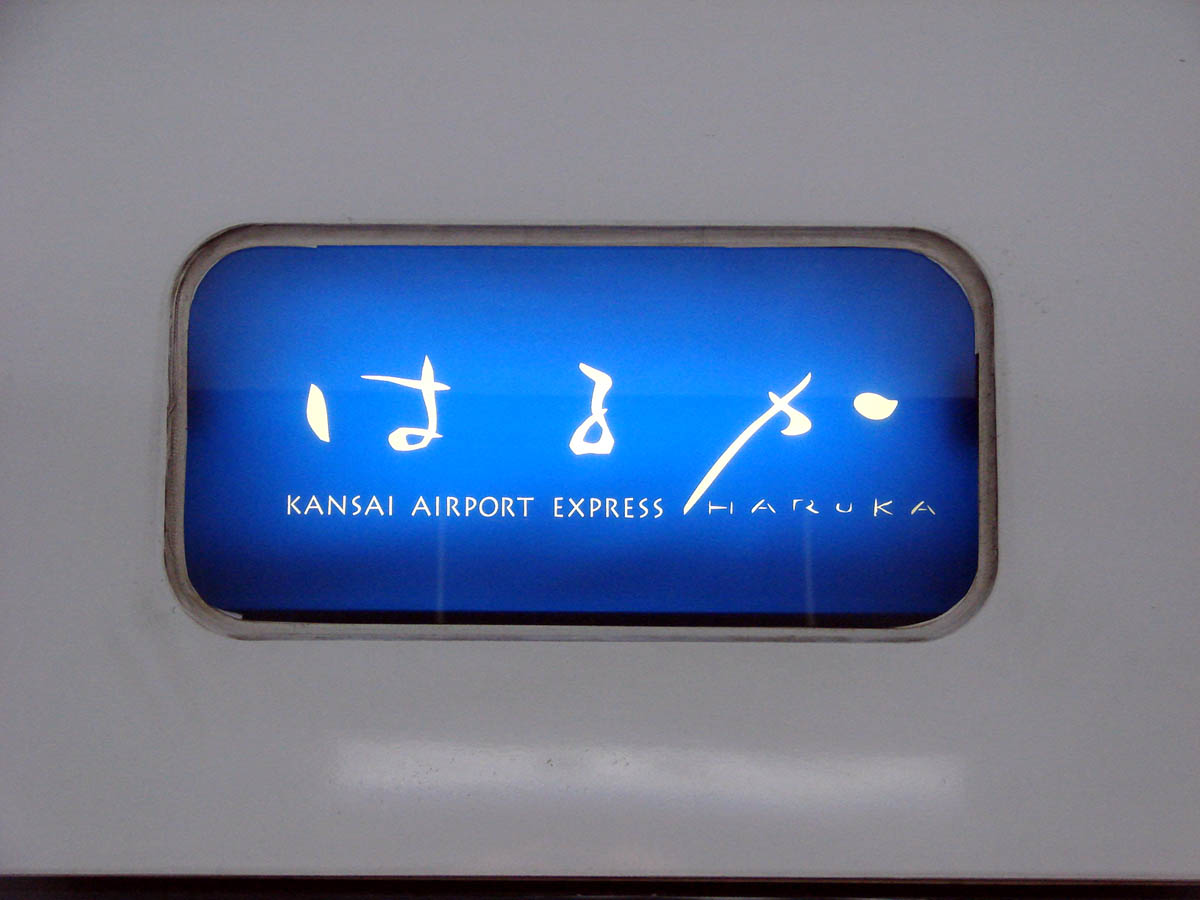
종별막(281계)
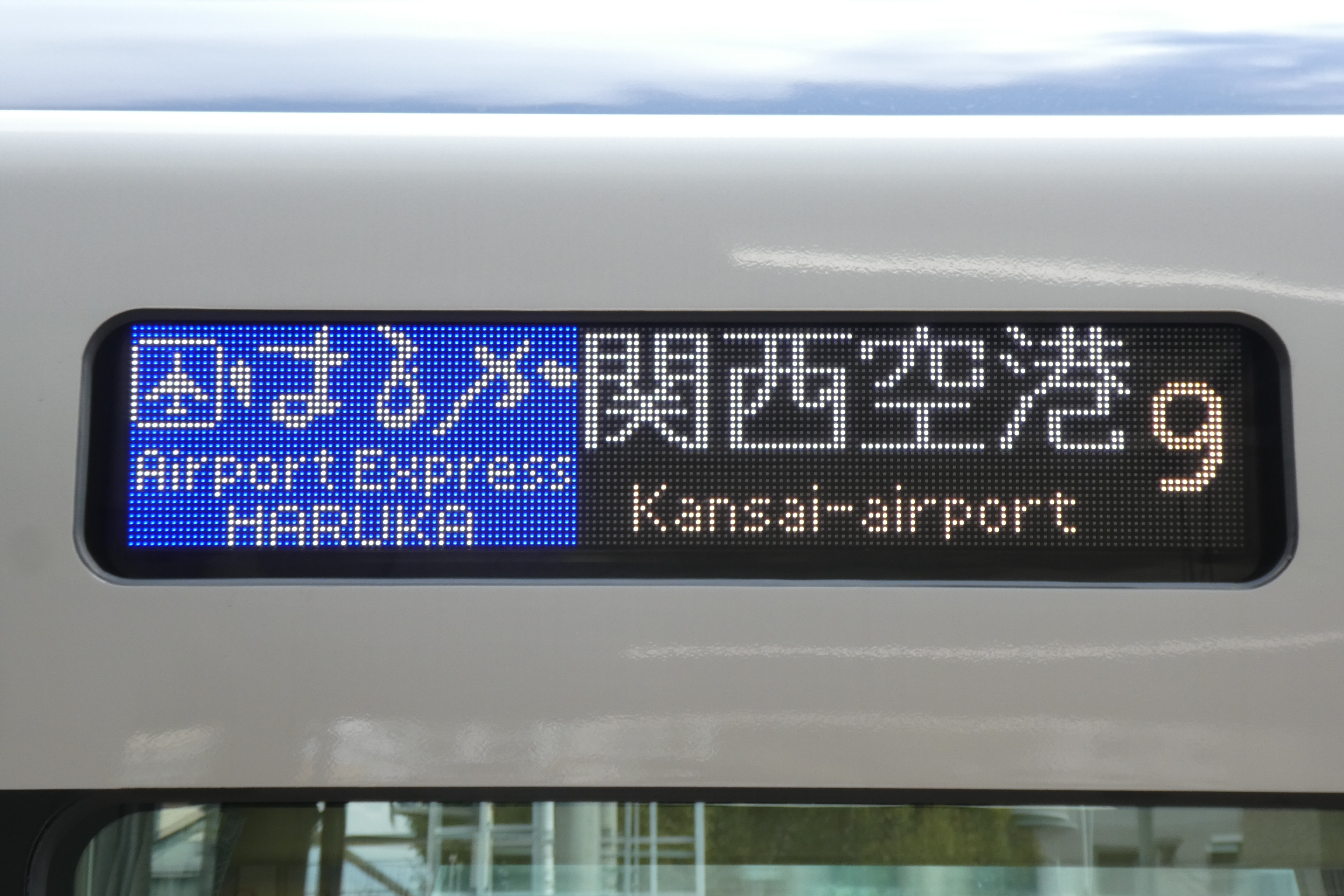
종별 행선 표시기(271계)

## 운행 형태
교토부터 신오사카·덴노지·히네노를 경유하여 간사이 공항에 가는 경로 및 그 역방향으로의 경로로 60편이 (왕복 30회) 운전되고 있다. 이른 아침에는 간사이 공항행, 야간의 간사이 공항발 열차에는 마이바라나 구사쓰 발착의 열차도 설정되어 있다. 열차 번호는 10xxM으로, 뒤의 두자리는 열차의 호수로 일치시켜 놓는다. 열차 번호는 운전 구간이 어디인지 판별할 수는 없다.
또, '구로시오'·'오션 애로우'등과 같이 신오사카 역에는 정차하지만, 우메다 화물선을 경유해가므로 오사카 역을 지나지 않는다. 하지만, 우메다 화물선은 영업 거리가 설정되어 있지 않기 때문에, 오사카 역을 경유하여 오사카 순환선으로 들어가도록 계산된다.

### 정차역 및 운행 경로
2017년 10월 1일 기준.
〈마이바라 - 히코네 - 오미하치만 - 야스 - 모리야마 - 구사쓰 - 이시야마 - 오쓰 - 야마시나 - 〉교토 - 〈다카쓰키 - 〉신오사카 - 오사카 - 덴노지 - 《이즈미후추 - 히네노》 - 간사이 공항역
- 교토 역 앞쪽으로 붙은 괄호 〈〉의 구간은 아침의 간사이 공항행, 저녁의 간사이 공항발의 일부 열차가 운행하는 구간. 모든 열차가 기술된 역에 정차한다.
- 야마시나 역은 3호 열차만 정차하며, 다카쓰키 역의 경우 간사이 공항 방면 운행 시 7호 열차만 정차한다.
- 괄호 《》의 역은 아침의 간사이 공항발, 저녁의 간사이 공항행의 열차만 정차한다.

이 밖에 2002년 여름철에 일부 정기 열차에 대해서 간사이 공항선의 린쿠타운역에도 임시 정차했던 적도 있다.
교토 발착의 경우, 역 서측에 있는 전용 플랫폼인 30번 승강장 (구 '하루카 승강장')에서 발착한다. 때문에, 교토 발의 열차는 먼저 사가노 선의 선로로 주행하여, 교토 화물역의 구내부터 화물선으로 들어가, 가쓰라가와 부근에서 JR 교토 선의 복복선의 선로로 건너가, 무코마치역 구내에서 JR 교토 선 하행 외측선으로 들어간다. 이후, 이바라키역 구내의 제 3 출발 신호기에서 스이타 신호장으로 들어가, 우메다 화물선을 주행한다.
신오사카 역에서는 일단 11번 승강장으로 이동하여, 플랫폼에서 여객을 취급한 후, 우메다 화물선으로 돌아와, 후쿠시마부터 오사카 순환선의 외측선(3선에서 제일 바깥쪽)을 경유하여, 니시쿠조 역의 2·3번 승강장부터 오사카 순환선의 내선 순환선으로 들어가 주행한다. 신이마미야역 바로 앞에서, 야마토지 선으로 이동하여, 신이마미야 역 2번 승강장을 통과하여 덴노지 역 15번 승강장 (야마토지 선 승강장)에 정차한 후, 연락선을 이용하여 한와 선으로 들어간다. 히네노부터는 간사이 공항선으로 들어가 간사이 공항에 도착한다. 철도 동호인들 사이에서는 이 경로에 있는 연락선들을 '하루카 루트'라고 부르는 경우도 있다.
한편, 간사이 공항발의 열차는, 간사이 공항선에서 히네노 역 4번 승강장을 경유해 한와 선에 들어간다. 덴노지 역 바로 앞에서 연락선을 이용, 18번 승강장 (야마토지 선 승강장)에서 여객 취급을 한 후, 신이마미야 역 3번 승강장을 통과, 오사카 순환선의 외선 순환선을 주행하다가, 니시쿠조 역 1번 승강장에서 외측선(3선에서 제일 바깥쪽)을 경유해, 우메다 화물선 경유로 신오사카 역 11번 승강장에 도착한다. 그리고 바로 JR 교토 선 상행 외측선으로 교토까지 주행한다. 교토를 넘어가는 구사쓰나 마이바라 발착의 열차는 30번 플랫폼에 들어가지 않고, 그 상태로 상하 외측선에서 운전하여 교토 역 0번 (상행), 6/7번 (하행) 승강장에서 발착한다.

### 소요 시간
표준적인 소요 시간은 교토 - 간사이 공항간에 하행이 77-78분, 상행이 75분. JR 교토 선내에서 주행 경로가 상행과 하행이 약간 다르기 때문에, 소요시간에 차이가 난다.
또, 평일의 하루카 2, 45, 49호의 세 열차는 덴노지 - 히네노 간에서 5~9분 정도 먼저 출발한 쾌속을 따라잡지 못하는 등, 러시아워 시에는 오사카 순환선 및 한와 선에서 선행하는 쾌속 열차와 평행한 시각표 (추월하지 못함)를 가지고 있다. 때문에, 낮 시간대보다도 소요시간이 약 20분 정도 길어져, 소요시간이 100분을 넘는 경우도 존재한다. 또, JR 교토 선이 15분 간격의 주기적 시간표, 오사카 순환선 및 한와 선이 20분 간격의 주기적 시간표를 가지고 있는 데 반하여, 하루카의 경우에는 30분 간격의 주기적 시각표로 운행하려는 탓에, 운전 간격이 일정치 않다. 게다가, 신오사카 역에서는 상하 열차 모두 11번 승강장을 사용하며, 우메다 화물선에는 단선 구간이 존재하고, 니시쿠조 역에서는 오사카 순환선 및 사쿠라지마 선의 열차와 경합되기도 하고, 많은 선구를 이동해야 하는 운전 구간 등으로 인하여 열차 시각표가 제대로 지켜지지 않는 경우가 많다. 이 대책으로 2008년 3월 간사이 본선 (야마토지 선) - 한와 선 간의 연락 선로를 복선화하고, 신이마미야 역의 건넘선 증설 공사를 완성하여 지연이 상습적으로 발생하는 구간 일부를 개선하고 있다 (이에 따라서 하행이 덴노지 역 16번 승강장에서 15번 승강장으로 정차하는 승강장을 변경하였다).

### 그 밖의 점
공항 접근 열차이긴 하지만, 러시아워 시에 운전되는 열차는 도중 정차역을 늘려놓는 일도 있기 때문에, 통근 특급의 색이 강하게 나타난다. 한와 선내에서는 소요시간 면에서 쾌속 열차와 격차가 크기 때문에, 이용자도 늘어나고 있다. 한편, 마이바라나 구사쓰 발착의 비와코 선 내 주행 열차의 경우, 아침 하행에서 공항 이용객 및 통근 이용이 많아지는 등 승차율이 높은 반면, 야간의 상행의 경우 빈 자리가 상당히 발생하고 있다.

### 요금
교토 ~ 히네노에 한해서 이용하는 경우는 B특급 요금으로도 이용 가능하나, 간사이 공항 및 비와코 선내에서 승하차하는 경우에는 A특급 요금이 적용된다. 토크토크 표로, '하루카 왕복 할인 표'가 있다.

### 사용 차량
- 281계

기호 범례
G = 그린카(특실) 좌석 지정 석
指 = 보통차 좌석 지정석
自 = 보통차 자유석
- 전 차내 금연

| ←교토·구사쓰·마이바라 | ←교토·구사쓰·마이바라 | ←교토·구사쓰·마이바라 | ←교토·구사쓰·마이바라 | ←교토·구사쓰·마이바라 | 간사이 공항→ | 간사이 공항→ | 간사이 공항→ | 간사이 공항→ |
| 1                     | 2                     | 3                     | 4                     | 5                     | 6            | 7            | 8            | 9            |
| G                     | 指                    | 指                    | 指                    | 自                    | 自           | 指           | 指           | 指           |

- 간사이 공항 발, 상행 열차의 4호차는 자유석이 된다.
- '하루카' 3, 5, 15호 및 4, 6, 38호에 한하여 7~9호차를 병결한다.

## 역사
1994년 9월 4일 간사이 국제공항과 개항과 동시에 운행을 시작했다. 5량 편성으로 운행하기 시작했으나 1995년 4월에 6량으로 증결에 이어 같은 해 7월에 9량으로 증결되었다. 같은 해 11월부터 하루카 철도 이동 서비스(일본어: はるかレールゴーサービス) 제도가 개시되었다. 1996년에 다이야 개정으로 30회로 증회되었다. 1998년 4월에 히네노에 정차하기 시작했고 같은 해 12월에 자유석이 도입되었다. 2000년 3월 다이야 개정으로 구사쓰 ~ 교토 구간 운행 시 정규 열차로 전환되었다. 2001년 3월에 다이야 개정으로 니시쿠조에 임시로 정차하기 시작했다. 2002년 8월에 하루카 철도 이동 서비스 제도가 폐지되었고 같은 해 10월에 편성 방향의 전환이 실시되었다. 2003년 3월 다이야 개정으로 이즈미후추, 히네노에 추가로 정차하기 시작했다. 같은 해 6월 다이야 개정으로 마이바라에 추가로 정차에 이어 같은 해 10월 다이야 개정으로 니시쿠조에 정차한 것을 정식으로 전환되었다. 2004년 10월에 다이야 개정으로 야스, 야마시나가 추가로 정차하게 되었다.
2007년 3월 다이야 개정으로 전 차량 금연석이 되었다. 2008년 10월에 J-WEST 카드로 티켓 레스 할인이 시작되었다. 2010년 3월 다이야 개정으로 니시쿠조 무정차로 변경되었다. 2011년 3월 다이야 개정으로 6회 왕복 운행 시 임시 열차에서 성수기에만 운행하는 시간대로 변경에 이어 같은 해 11월에 왕복 2회 운행 시 이즈미후추, 히네노에 임시로 정차하게 되었다. 2012년 3월 다이야 개정으로 하루카 3호 열차에 한해 야마시나에 추가로 정차하기 시작했다. 2013년 3월 다이야 개정으로 임시로 이즈미후추, 히네노에 정차한 것을 정식으로 전환되었다. 같은 해 5월에 이즈미후추 대교 건설 기념으로 교토를 오가는 임시 열차를 운행했다. 2016년 1월에 중화민국 관광객에 한해 임시 열차로 고세이 선을 경유해 오고토온센까지 운행했다. 같은 해 3월 다이야 개정으로 왕복 6회 증편과 동시에 왕복 14회 운행 시 다카쓰키에 추가로 정차하기 시작했다.

## 같이 보기
- 간쿠·기슈지 쾌속
- 라피트
- 나리타 익스프레스